# Харитон Халачев
 Тази статия е за революционера от Априлското въстание.  За църковния деец от Македония вижте Харитон Карпузов.  
Поп Харитон или Харитон (Стефан) Станчев Халачев е български свещеник и революционер, участник в Априлското въстание.

## Биография
Роден е в Габрово между 1830 и 1835 г. След завършване на първоначалното училище в родния си град е учил чехларски занаят. Става послушник в Преображенския манастир край Търново. През 1860 г. става монах, а след това е ръкоположен за дякон и достига до йеромонах.
През 1866 г. по искане на духовната власт със заповед на търновския мютесариф Фархи бей поп Харитон е заточен в Мъглижкия манастир, Казанлъшко. Там пребивава до 1870 г. Прочува се със своя буен и непокорен характер. Спомага за успеха на революционното дело в този район.
Бил е свещеник в с. Яйканлий / Дъбово, а по-късно и в селата Касапкьой, Пашакъшла и Караманкьой, Бабадагско (Северна Добруджа). В енорията на Бабадагско защитава българските селяни от своеволията на турските аги, разбойници и черкези.
През лятото на 1875 г. предвожда малка чета в Тулчанско. След провала на Старозагорското въстание в България през есента на 1875 г. се прехвърля в Румъния.
Известѐн от дейците на Гюргевския революционен комитет за готвеното ново общо въстание, той заедно със своята дружина тайно преминават река Дунав при Свищов на 28 март 1876 г. и се отправят по тайни пътища към окръжния център. На 31 март през нощта се озовават в с. Самоводене. Още на другия ден е свикано събрание и поп Харитон е назначен на работа в окръжния комитет на Горна Оряховица. Включва се дейно в подготовката на Априлското въстание.
При преждевременното избухване на въстанието поп Харитон застава начело на чета от около 200 въстаници от западния район на Търновски революционен окръг. На 29 април 1876 г. край Дряновския манастир четата е изненадана от редовна турска войска и башибозук, които заплашват да обкръжат дружината. Въстаниците се барикадират в манастира и се отбраняват в продължение на 9 дни до 7 май.
На 1 май Поп Харитон остава сляп в резултат на нещастен случай (възпламенява се барутът, докато правят фишеците за пушките). В последния ден от битката се прощава с четниците, казвайки им: „Юнаци мои! Не като баби, но като лъвове се изринете от тая пещ, и който остане жив, да спомня! А мене заведете при входа и аз тамо ще умра, както си мога!“. Въстаниците се простили с него, завели го до входа на манастира и тръгнали да се спасяват. Войводата загинал там с оръжие в ръка, намушкан от турски щикове.

## Памет
На поп Харитон е наречена улица в кварталите „Подуяне“ и „Христо Смирненски“ в София (Карта), както и във Варна.

## Външни източници
- Основните дейци в четата на поп Харитон и Бачо Киро
- Битката в Дряновския манастир Архив на оригинала от 2016-04-03 в Wayback Machine.